# Streblocera chaoi
Streblocera chaoi är en stekelart som beskrevs av You och Zhou 1993. Streblocera chaoi ingår i släktet Streblocera och familjen bracksteklar. Inga underarter finns listade i Catalogue of Life.